# بنفشه‌دان
بنفشه دان روستای کو چکی از توابع بخش رویدر شهرستان خمیر استان هرمزگان ایران است.
درجنوب برکه نو قرار دارد.

## جمعیت
جمعست این روستا ۲۴ نفر (۸ خانوار) است که از اهل سنت و از شاخه شافعی هستند یعنی از پیروان امام محمد ادریس شافعی هستند و دارای مسجد، آب‌انبار و برکه است.

## کشاورزی
در روستا در حدود ۵۰۰ اصله نخل خرما وجود دارد، همچنین دارای ۱۵۰ من زمین کشت دیم است.

## محدوده بنفشه دان
از شمال برکه نو، از جنوب تقی خان، از مغرب کوه، و از سمت مشرق به دره محدود می‌گردد.